# Ariel de Otopongo
Ariel de Otopongo es una localidad peruana ubicada en el distrito de Pativilca, perteneciente a la provincia de Barranca del departamento de Lima, en la costa central del Perú. 

## Ubicación
Ariel de Otopongo se ubica al norte de la provincia de Barranca, en el distrito de Pativilca, en el departamento de Lima.

## Demografía
En 2017 Ariel de Otopongo tenía una población de 9 habitantes.